# Usjevna rotkva
Usjevna rotkva (rotkvica, lat. Raphanus sativus) je biljka u obitelji krstašica (Brassicaceae). Rotkvice pripadaju istoj botaničkoj porodici kao i repa i koraba. Po nekima smatra se podvrastom divlje rotkve, R. raphanistrum .
Smatra se da rotkvica potječe iz južne Azije. 
Rotkvica je iznimno korisna za jetru i želudac. Osim toga, ovo slasno povrće izvrsno detoksicira, odnosno pročišćava krv. Rotkvica je korisna kod žutice jer pomaže ukloniti bilirubin, kontrolirajući njegovu proizvodnju. Potiče lučenje probavnih sokova i rad crijeva. Posebno se preporuča osobama koje pate od zatvora.

## Galerija
- cvijet
- lišće
- Rotkvica (Raphanus sativus)

## Vanjske poveznice
- Cooloinarka